# 簡公 (鄭)
簡公（かんこう、紀元前570年 - 紀元前530年）は、春秋時代の鄭の君主。姓は姫、名は嘉。晋と楚の二大国のあいだで翻弄され、国内の内紛に苦しめられたが、治世の後半は子産の執政のもとに国内を安定させた。

## 生涯
釐公の子として生まれた。紀元前566年、宰相の子駟（公子騑）が釐公を殺害し、5歳の簡公を国君に擁立した。
紀元前565年、晋の悼公・斉の高厚・魯の季孫宿（季武子）・宋の向戌・衛の甯殖（甯恵子）らと邢丘で会合した。この年、楚の子嚢（公子貞）の侵攻を受けて鄭は屈服した。紀元前564年、鄭は楚についたことを晋に咎められ、晋・魯・宋・衛・曹・斉の連合軍の攻撃を受け、敗れて晋に屈服し、晋を中心とする諸侯と戯で同盟した。この年のうちに楚の侵攻を受けて、また楚に屈服した。紀元前563年、楚に従って宋や衛や魯に侵攻した。晋・斉・魯・宋・衛・曹などの連合軍が鄭を攻撃した。鄭の尉止・司臣・侯晋・堵女父・子師僕らが子駟を殺して反乱を起こした。子産や子蟜（公孫蠆）がこの反乱を鎮圧し、子孔（公子嘉）が鄭の政権を掌握した。紀元前562年、晋・斉・魯・宋・衛・曹などの連合軍が鄭を攻撃した。鄭の城は包囲され、鄭は講和を求めた。亳の城北で晋を中心とする諸侯の同盟が結ばれた。楚が秦と結んで鄭を攻撃しようとしたが、鄭が再び屈服したため、楚と鄭の軍が宋を攻撃した。晋・斉・魯・宋・衛・曹などの連合軍が再び鄭を攻撃した。鄭は晋に屈服し、簡公は晋を中心とする諸侯と蕭魚で会合した。
紀元前559年、晋を中心とした連合軍に鄭軍を参加させ、秦を攻撃した。紀元前557年、簡公は晋の平公・魯の襄公・宋の平公・衛の殤公・曹の成公らと溴梁で会合した。晋の荀偃（中行偃）・魯の叔老・衛の甯殖らとともに許を攻撃した。紀元前555年、簡公は晋の平公・魯の襄公・宋の平公・衛の殤公・曹の成公らと魯済で会合し、ともに斉に侵攻した。楚の子庚（公子午）が軍を率いて鄭に侵攻してきた。鄭の子孔は楚につこうとしたが、子展（公孫舎之）と子西（公孫夏）に妨げられて、その機会を持てなかった。楚軍は凍死者を多数出して撤退した。
紀元前554年、子孔がその専横を憎まれ、子展と子西の攻撃を受けて殺害された。子展と子西が鄭の政権を掌握し、子産が卿に上った。
紀元前553年、簡公は晋の平公・斉の荘公・魯の襄公・宋の平公・衛の殤公らと澶淵で盟を結んだ。紀元前552年、簡公は晋の平公・斉の荘公・魯の襄公・宋の平公・衛の殤公らと商任で会合した。紀元前551年、簡公は晋の平公・斉の荘公・魯の襄公・宋の平公・衛の殤公らと沙随で会合した。紀元前549年、簡公は晋の平公・魯の襄公・宋の平公・衛の殤公・曹の武公らと夷儀で会合した。楚・蔡・陳・許の連合軍が鄭を攻撃した。夷儀に参集した諸侯は鄭を救援した。紀元前548年、簡公は晋の平公・魯の襄公・宋の平公・衛の殤公・曹の武公らと夷儀で会合した。晋を中心とする諸侯の連合軍が斉に侵入した。公孫夏に軍を率いて陳を攻撃させた。
紀元前547年、楚軍が鄭に侵入し、城麇に達した。鄭の皇頡は城を出て楚軍と戦ったが、敗れて穿封戌に捕らえられた。楚・蔡・陳の連合軍が鄭を攻撃した。楚軍は南里に入って鄭の城壁を破壊し、鄭の師之梁門を攻撃した。
紀元前546年、諸侯の大夫が宋で盟約を結び、晋・楚の対立関係の解消が謳われた。紀元前545年、宋の盟に基づき、簡公は楚に赴いた。
紀元前544年、子展が死去し、罕虎（子皮）が上卿となった。紀元前543年、簡公が大夫たちと盟を結んだ。このことは鄭の内紛が収まっていないことの証拠とみなされた。公孫黒が良霄の邸に放火し、良霄が許に亡命した。良霄は罕虎を頼って帰国したが、駟帯と戦って羊肆で殺害された。罕虎が子産に政権を譲った。
紀元前541年、公孫楚が公孫黒と争い、呉に追放された。簡公が公孫段の邸で大夫6人と盟を交わした。公孫黒が盟に加わり、大史に名を書かせて、七子と言わせた。紀元前540年、公孫黒が乱を起こし、游氏を排除して取って代わろうとして失敗した。駟氏と諸大夫が公孫黒の殺害を図ったため、子産は公孫黒の罪を列挙して、自死を促した。公孫黒は自ら縊死して果てた。紀元前539年、簡公が晋に赴き、公孫段の補佐をえて、礼に外れるところがなかった。この年、簡公は楚にも赴いた。
紀元前538年、簡公は楚の霊王に引き留められ、江南で狩猟をおこなった。楚を中心とした諸侯が申で会合した。簡公は諸侯とともに楚の主導で呉に侵攻した。子産が丘賦の制度を作って増税した。紀元前536年、鄭で刑書を鋳こんだ刑鼎が作られた。
紀元前530年3月、簡公は死去した。子の定公が後を嗣いで鄭公として即位した。